# هری ویلسون
هری ویلسون (انگلیسی: Harry Wilson؛ زادهٔ ۲۲ مارس ۱۹۹۷) بازیکن فوتبال اهل ولز است که برای باشگاه فولام بازی می‌کند.

## باشگاهی
از باشگاه‌هایی که در آن بازی کرده‌است می‌توان به لیورپول، کرو الکساندر، هال سیتی، دربی کانتی و ای‌اف‌سی بورنموث اشاره کرد.

## تیم ملی
وی همچنین در تیم ملی فوتبال ولز نیز بازی کرده‌است.